# 中村浩士
中村"アイアン"浩士（なかむら"アイアン"ひろし、1981年2月14日 - ）は、日本の男性総合格闘家。群馬県太田市出身。カルペディエムブラジリアン柔術所属。

## 来歴
2004年7月19日、東日本アマチュア修斗選手権大会・ライト級に出場し、優勝した。
2005年2月6日、プロ修斗デビュー戦で西岡裕と対戦し、0-3の判定負けを喫した。当時のリングネームは本名である中村浩士であった。
2006年10月8日から9日にかけて開催されたGi ADCC オープントーナメント・66kg級で優勝した。
2008年3月28日、修斗で不死身夜天慶と対戦し、2-0の判定勝ちを収めクラスA昇格を決めた。この試合よりリングネームを中村"アイアン"浩士に改名した。
2008年8月3日、クラスA初戦となった修斗のメインイベントで日沖発と対戦し、1-0の判定ドローとなった。
2009年4月25日、CAGE FORCE初出場となったCAGE FORCE 10で美木航と対戦し、2-0の判定勝ちを収めた。
2009年8月16日、韓国で開催されたFMC旗揚げ大会でキム・ジョンマンと対戦し、3-0の判定勝ちを収めた。
2009年9月26日、アブダビコンバット2009・66kg未満級に出場。1回戦でフーベンス・シャーレス"コブリンヤ"と対戦し、一本負けを喫した。
2009年11月23日、ZST初出場となったZST.22で稲津航と対戦し、腕ひしぎ十字固めで一本勝ちを収めた。
2010年2月28日、DEEP初出場となったDEEP 46 IMPACTで寺田功と対戦し、左ストレートによるKO負け。
2010年10月24日、DEEP 50 IMPACTで和田竜光と対戦し、3-0の判定勝ちを収めた。
2011年2月25日、DEEP 52 IMPACTで今成正和と対戦し、肩固めを2度極めかけるなどして3-0の判定勝ち。ノンタイトルマッチながらバンタム級王者である今成から勝利を収めた。
2011年6月24日、DEEP 54 IMPACTで今成が返上したDEEPバンタム級王者決定戦で大塚隆史と対戦し、0-5の判定負けを喫し王座獲得に失敗した。

### Bellator
2012年4月6日、Bellator初出場となったカナダオンタリオ州で開催されたBellator 64のバンタム級トーナメント1回戦でホドリゴ・リマと対戦し、3-0の判定勝ち。5月25日、Bellator 70のバンタム級トーナメント準決勝でルイス・ノゲイラと対戦し、3RTKO負け。

## 戦績
| 総合格闘技 戦績 | 総合格闘技 戦績 | 総合格闘技 戦績 | 総合格闘技 戦績 | 総合格闘技 戦績 | 総合格闘技 戦績 | 総合格闘技 戦績 |
| --------------- | --------------- | --------------- | --------------- | --------------- | --------------- | --------------- |
| 27 試合         | (T)KO           | 一本            | 判定            | その他          | 引き分け        | 無効試合        |
| 16 勝           | 0               | 2               | 14              | 0               | 4               | 0               |
| 7 敗            | 5               | 0               | 2               | 0               | 4               | 0               |

| 勝敗 | 対戦相手         | 試合結果                             | 大会名                                                                              | 開催年月日     |
| ○    | TAISHO           | 5分3R終了 判定2-0                    | DEEP 65 IMPACT                                                                      | 2014年3月22日  |
| ×    | 中村優作         | 3R 0:53 KO（跳び膝蹴り）             | DEEP CAGE IMPACT 2013 in TDC HALL                                                   | 2013年11月24日 |
| ×    | ルイス・ノゲイラ | 3R 1:58 TKO（右ストレート→パウンド） | Bellator 70 【バンタム級トーナメント 準決勝】                                       | 2012年5月25日  |
| ○    | ホドリゴ・リマ   | 5分3R終了 判定3-0                    | Bellator 64 【バンタム級トーナメント 1回戦】                                        | 2012年4月6日   |
| ○    | 赤尾セイジ       | 5分3R終了 判定3-0                    | DEEP 56 IMPACT                                                                      | 2011年12月16日 |
| ○    | 前田吉朗         | 5分3R終了 判定3-0                    | DEEP CAGE IMPACT 2011 in TOKYO                                                      | 2011年10月29日 |
| ×    | 大塚隆史         | 5分5R終了 判定0-5                    | DEEP 54 IMPACT 【DEEPバンタム級王者決定戦】                                         | 2011年6月24日  |
| ○    | 今成正和         | 5分3R終了 判定3-0                    | DEEP 52 IMPACT                                                                      | 2011年2月25日  |
| ○    | 和田竜光         | 5分2R終了 判定3-0                    | DEEP 50 IMPACT 〜10年目の奇跡〜                                                     | 2010年10月24日 |
| ○    | 堀友彦           | 5分2R終了 判定3-0                    | DEEP 48 IMPACT                                                                      | 2010年7月3日   |
| ×    | 寺田功           | 1R 1:11 KO（左ストレート）           | DEEP 46 IMPACT                                                                      | 2010年2月28日  |
| ○    | 稲津航           | 1R 1:35 腕ひしぎ十字固め             | ZST.22 〜旗揚げ7周年記念大会〜                                                      | 2009年11月23日 |
| ○    | キム・ジョンマン | 5分3R終了 判定3-0                    | FMC 1: Korea vs. Japan                                                              | 2009年8月16日  |
| ○    | 美木航           | 5分3R終了 判定2-0                    | CAGE FORCE 10                                                                       | 2009年4月25日  |
| ○    | 碓氷早矢手       | 5分3R終了 判定3-0                    | "修斗伝承 05" ROAD TO 20th ANNIVERSARY                                              | 2009年1月18日  |
| △    | 日沖発           | 5分3R終了 判定1-0                    | 修斗 SHOOTO GIG CENTRAL Vol.15                                                      | 2008年8月3日   |
| ○    | 不死身夜天慶     | 5分2R終了 判定2-0                    | 修斗 BACK TO OUR ROOTS 08                                                           | 2008年3月28日  |
| ○    | 中尾享太郎       | 5分2R終了 判定3-0                    | 修斗                                                                                | 2007年12月8日  |
| ○    | 井上雄史         | 5分2R終了 判定3-0                    | 修斗 SHOOTING DISCO 3 〜エブリバディー ファイト ナウ〜                              | 2007年10月20日 |
| △    | 石渡伸太郎       | 5分2R終了 判定0-1                    | 修斗 SHOOTING DISCO 2 〜今夜はヒートアップ〜                                        | 2007年8月5日   |
| △    | 山田啓介         | 5分2R終了 判定0-0                    | 修斗                                                                                | 2006年11月10日 |
| ×    | 石澤大介         | 2R 4:26 TKO（右フック）              | 修斗 【新人王決定トーナメント ライト級 準決勝】                                     | 2006年7月21日  |
| ○    | 富山浩宇         | 2R 3:24 腕ひしぎ十字固め             | 修斗 【新人王決定トーナメント ライト級 1回戦】                                      | 2006年5月28日  |
| △    | 粕谷さかえ       | 5分2R終了 判定0-0                    | 修斗 下北沢修斗劇場 第14弾 〜'06 巣立ち〜                                           | 2006年3月3日   |
| ○    | 藤岡正義         | 5分2R終了 判定3-0                    | 修斗 下北沢修斗劇場 第13弾 〜Soulful Fight〜                                        | 2005年10月28日 |
| ×    | ウィッキー聡生   | 2R 3:57 TKO（右ストレート）          | 修斗                                                                                | 2005年5月29日  |
| ×    | 西岡裕           | 5分2R終了 判定0-3                    | 修斗 下北沢修斗劇場第10弾 〜本物は誰だ!〜 【新人王決定トーナメント ライト級 1回戦】 | 2005年2月6日   |

## 獲得タイトル
- 第4回東日本アマチュア修斗選手権大会 ライト級 優勝（2004年）
- Gi ADCC オープントーナメント 66kg級 優勝（2006年）